# Langdysser im Valby Hegn

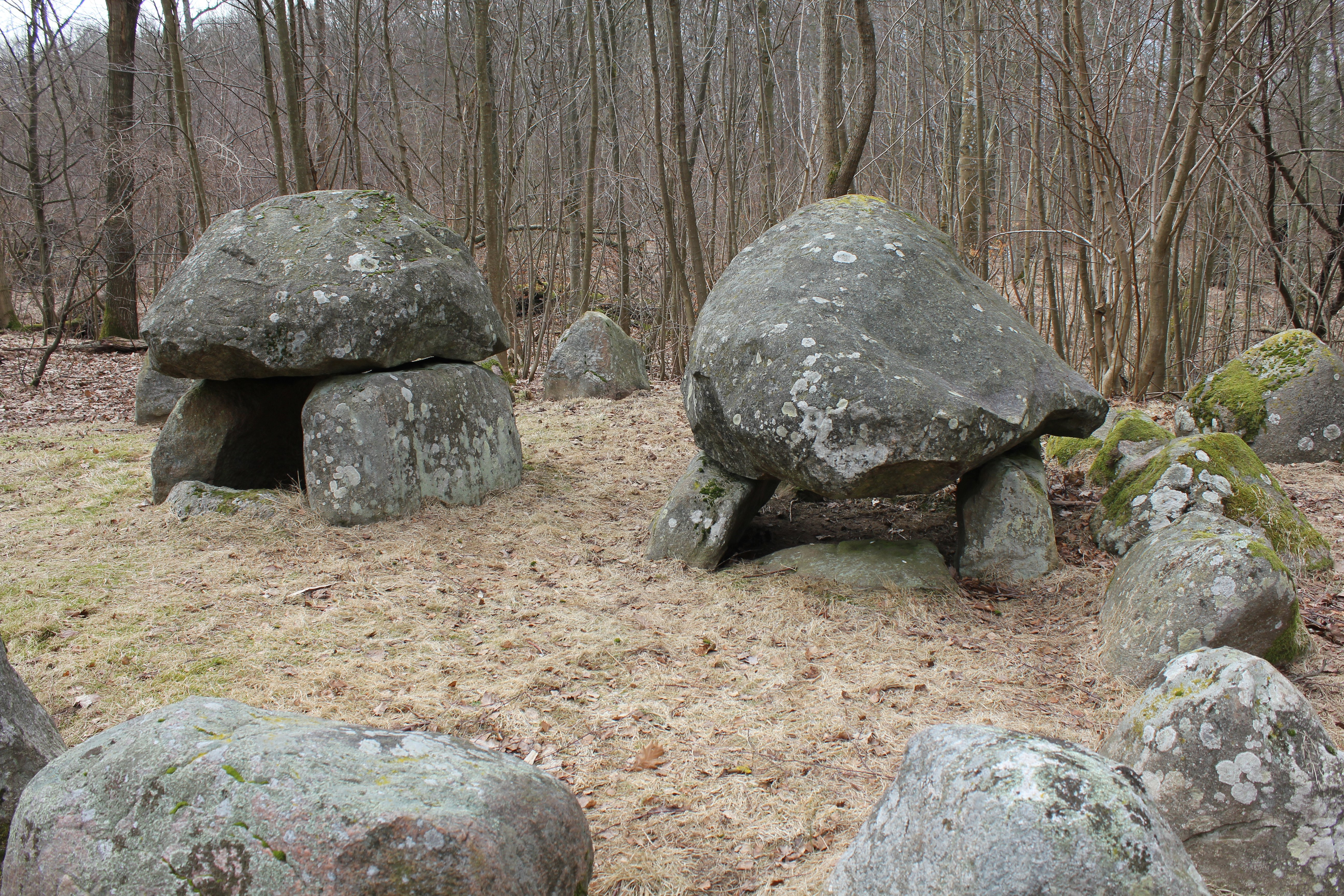
Langdysse 3 im Valby Hegn

Die Langdysser im Valby Hegn liegen im namengebenden Wald Valby Hegn, südlich von Valby und nördlich von Helsinge, östlich des Valbyvej und westlich des Logelandsvej im Norden der dänischen Insel Seeland in Dänemark. Die Megalithanlagen liegen in einer Nord-Süd orientierte Reihe östlich der Tobro Å (Fluss). Fünf der sechs bestimmbaren sind Dolmen, eine ist ein Ganggrab. Die Anlagen der Trichterbecherkultur (TBK) entstanden zwischen 3500 und 2800 v. Chr.

## Langdysse 1
Der Nordost-Südwest orientierte Langdysse 1 ist der nördlichste. Das Hünenbett ist 0,5 m hoch und misst etwa 8 × 26 m und wird von 34 erhaltenen Randsteinen gefasst. Am nördlichen Ende befindet sich eine Kammer aus vier Seitensteinen, wobei der südliche niedriger ist als die anderen. Über der Kammer liegt ein großer Deckstein. Etwa sechs Meter südlich befindet sich eine Kammer, die quer zur Längsrichtung des Hügels angeordnet ist und aus vier Steinen besteht, wobei der westliche niedriger ist als die anderen. Über der Kammer liegt ein großer Deckstein. Etwa sechs Meter vom südlichen Ende des Hügels entfernt liegt eine dritte Kammer in Längsrichtung des Hügels. Sie besteht aus vier Steinen, auf denen ein großer gespaltener Deckstein liegt.

## Langdysse 2
Der Nordost-Südwest orientierte Langdysse 2 liegt etwa 30 m entfernt. Das Hünenbett ist 1,0 m hoch und misst etwa 9 × 45 m und wird von 49 erhaltenen Randsteinen gefasst. Etwa 12 m vom südlichen Ende entfernt steht eine Kammer quer zur Längsrichtung. Sie besteht aus vier Seitensteinen, von denen der im Osten niedriger ist als die anderen. Über der Kammer liegt ein großer Deckstein. Vom Gang ist nur ein Stein der Nordseite erhalten, der nach Osten geneigt ist. Etwa vier Meter nördlich befindet sich eine weitere, im Aufbau und der Ausrichtung recht ähnliche Kammer. Vom Gang, der sich nach Osten erstreckt, ist nur ein Stein der Südseite erhalten. Über der Kammer liegt ein großer Deckstein. Etwa fünf Meter nördlich davon lag möglicherweise eine weitere aber völlig verschwundene Kammer. Etwa sechs Meter vom nördlichen Ende des Hügels entfernt befindet sich eine kleine Kammer aus vier Steinen, die in Längsrichtung des Hügels ausgerichtet sind. Über der Kammer liegt ein großer Deckstein. Die Anlage wurde restauriert.

Valby Hegn
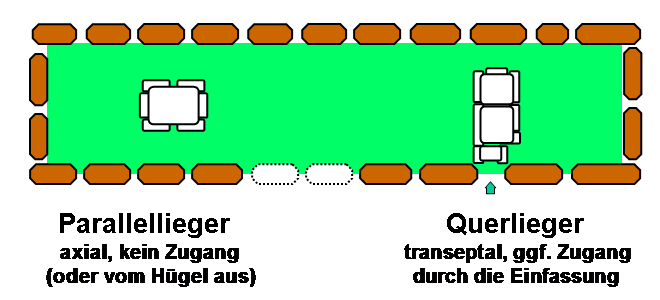
Parallel- oder Längs- und Querlieger
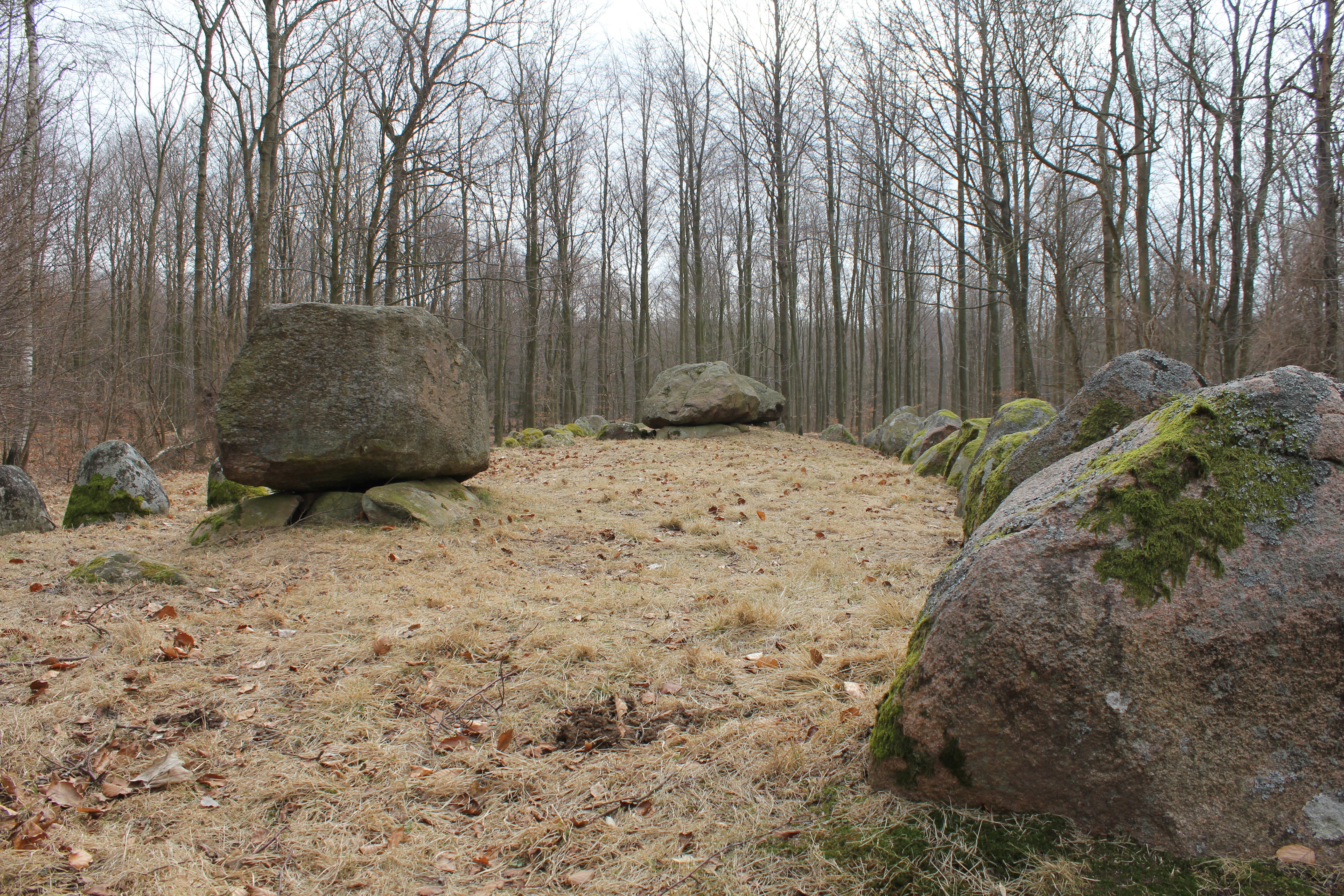
Langdysse 2
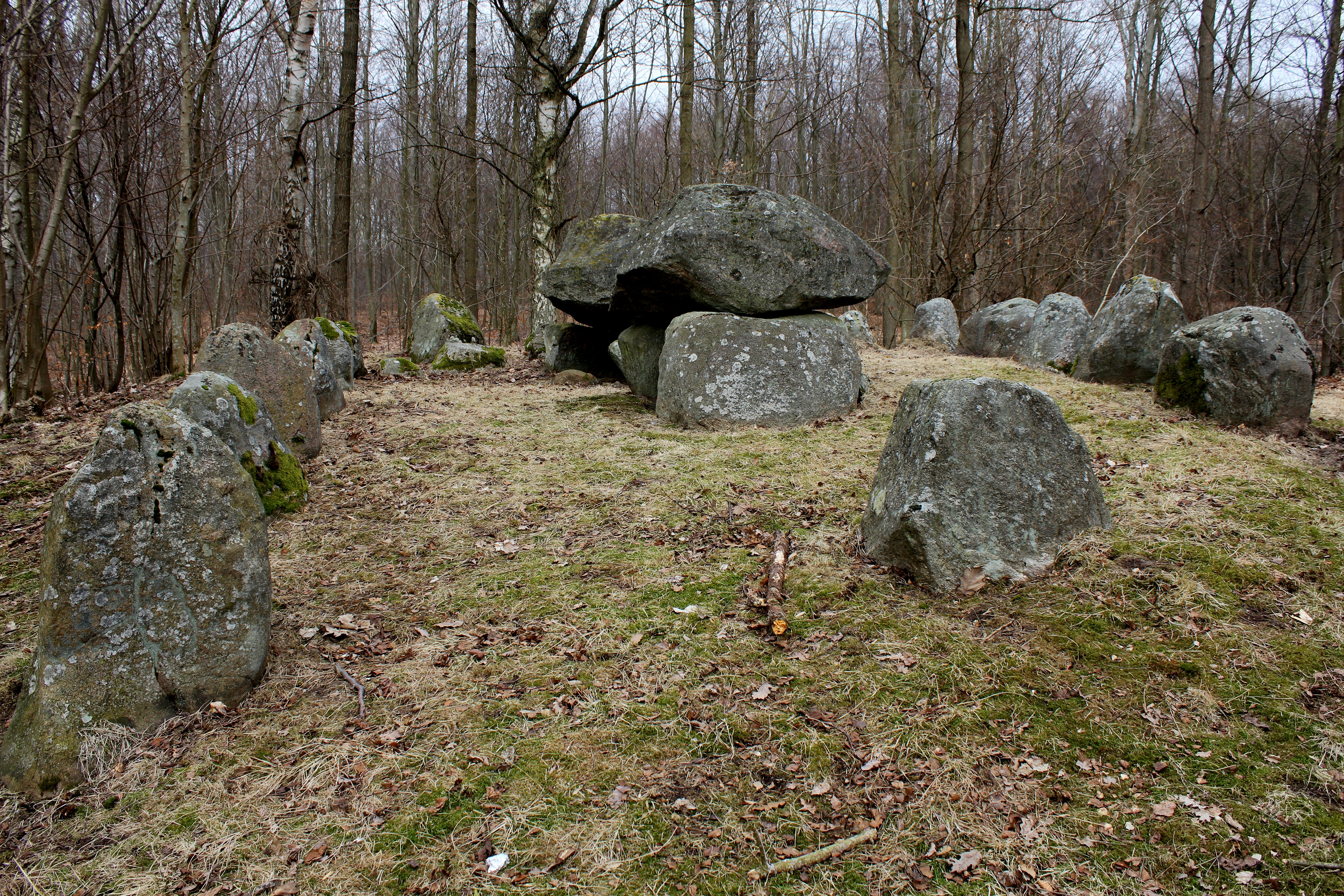
Langdysse 3
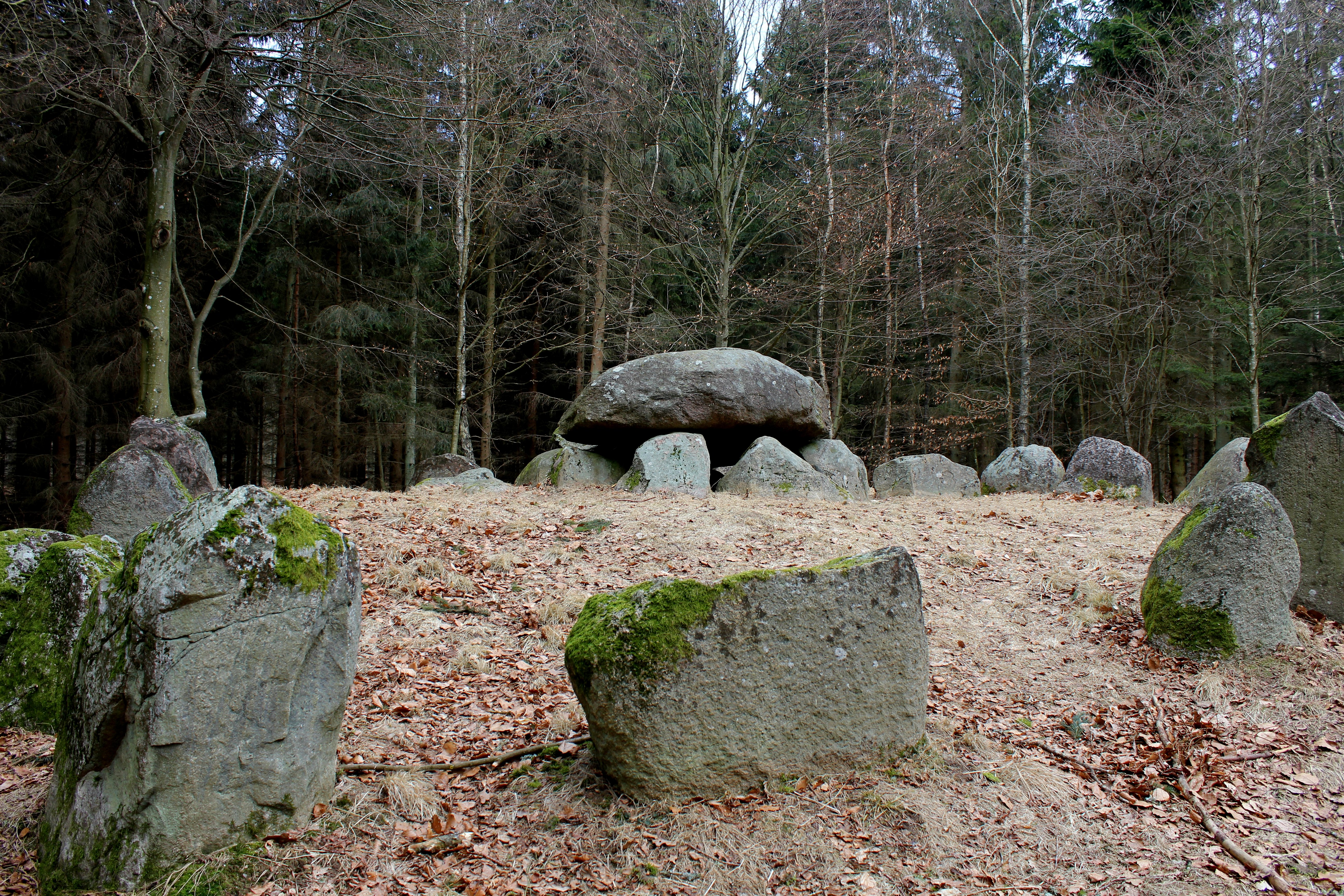
Langdysse 5
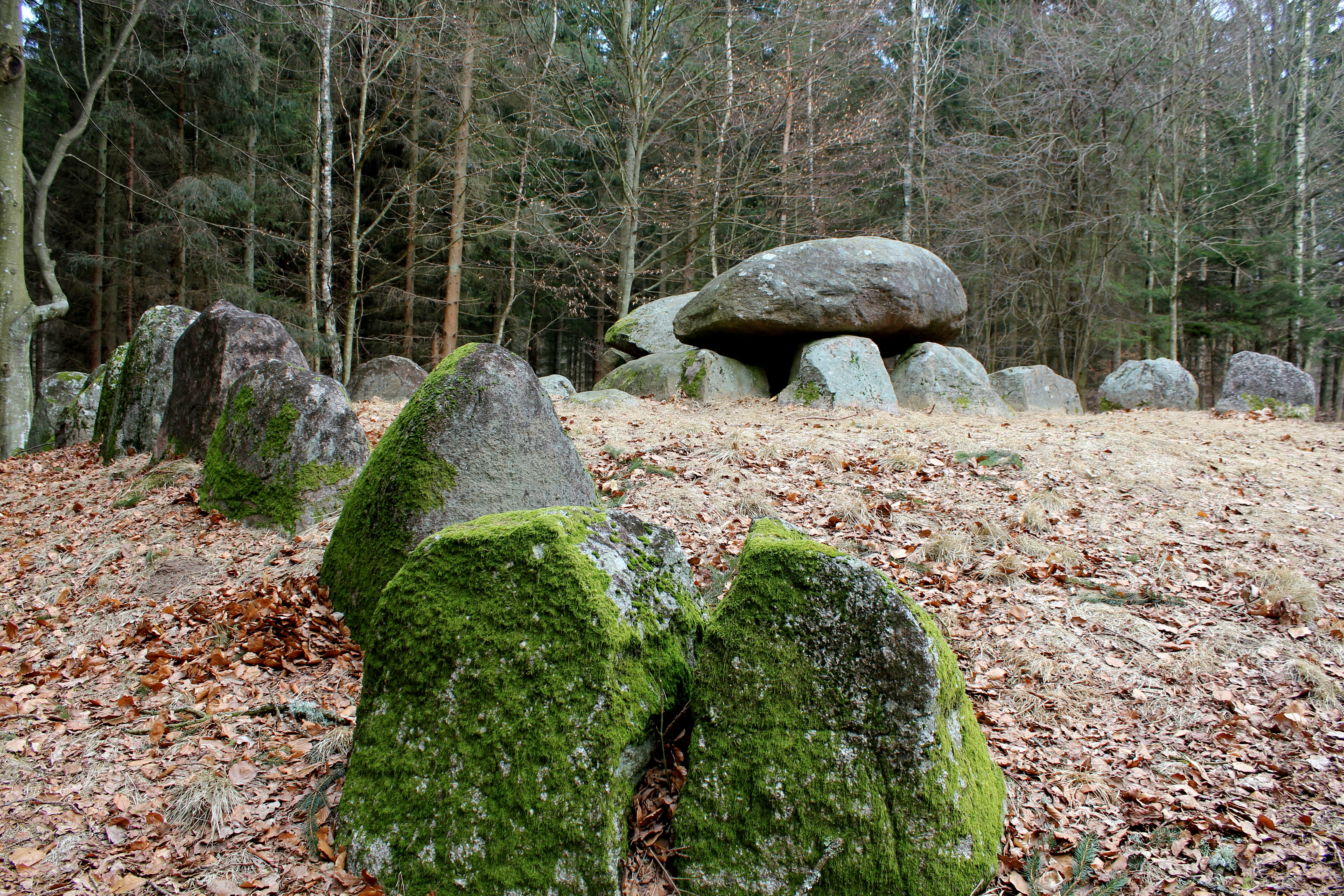
Langdysse 5
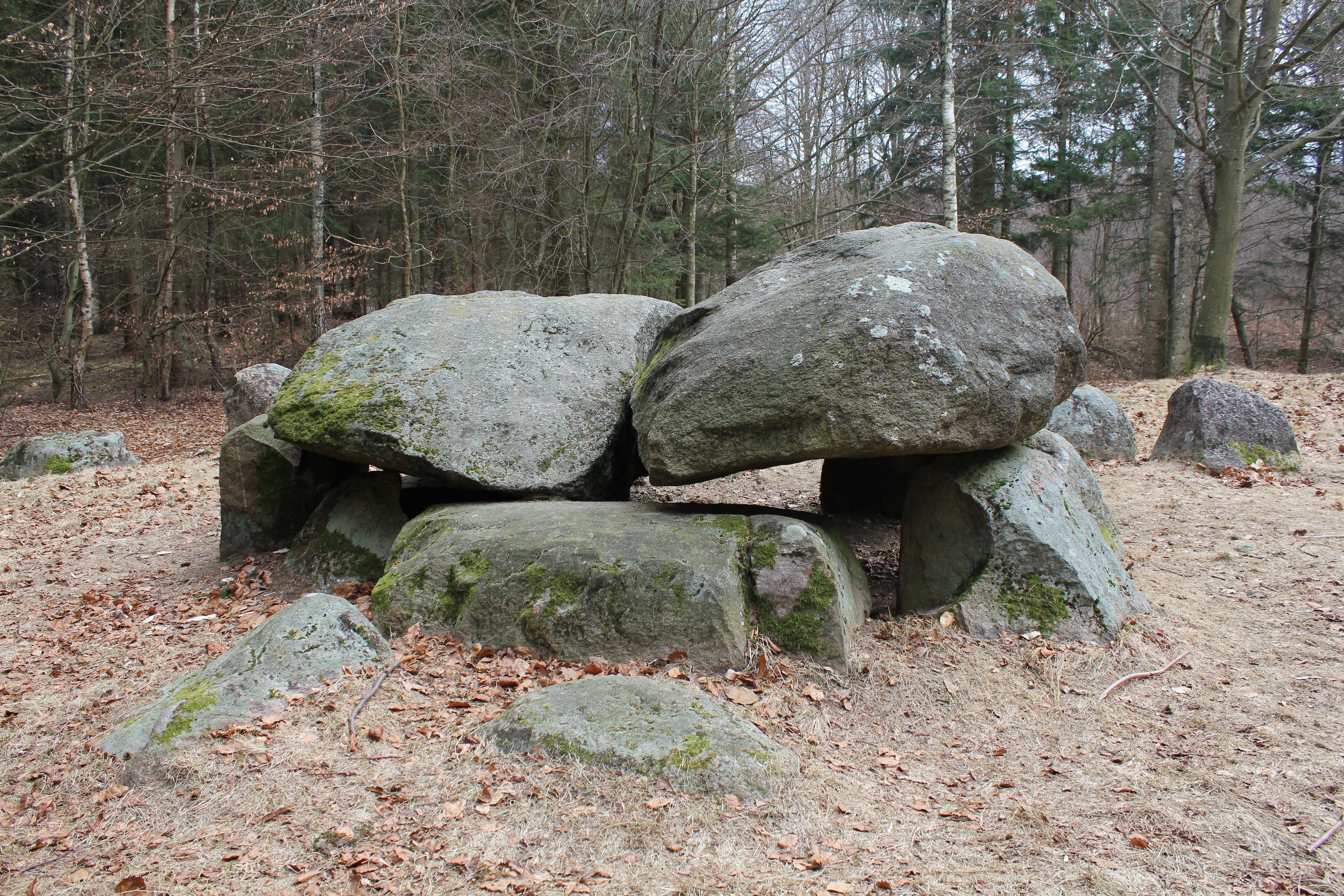
Langdysse 5
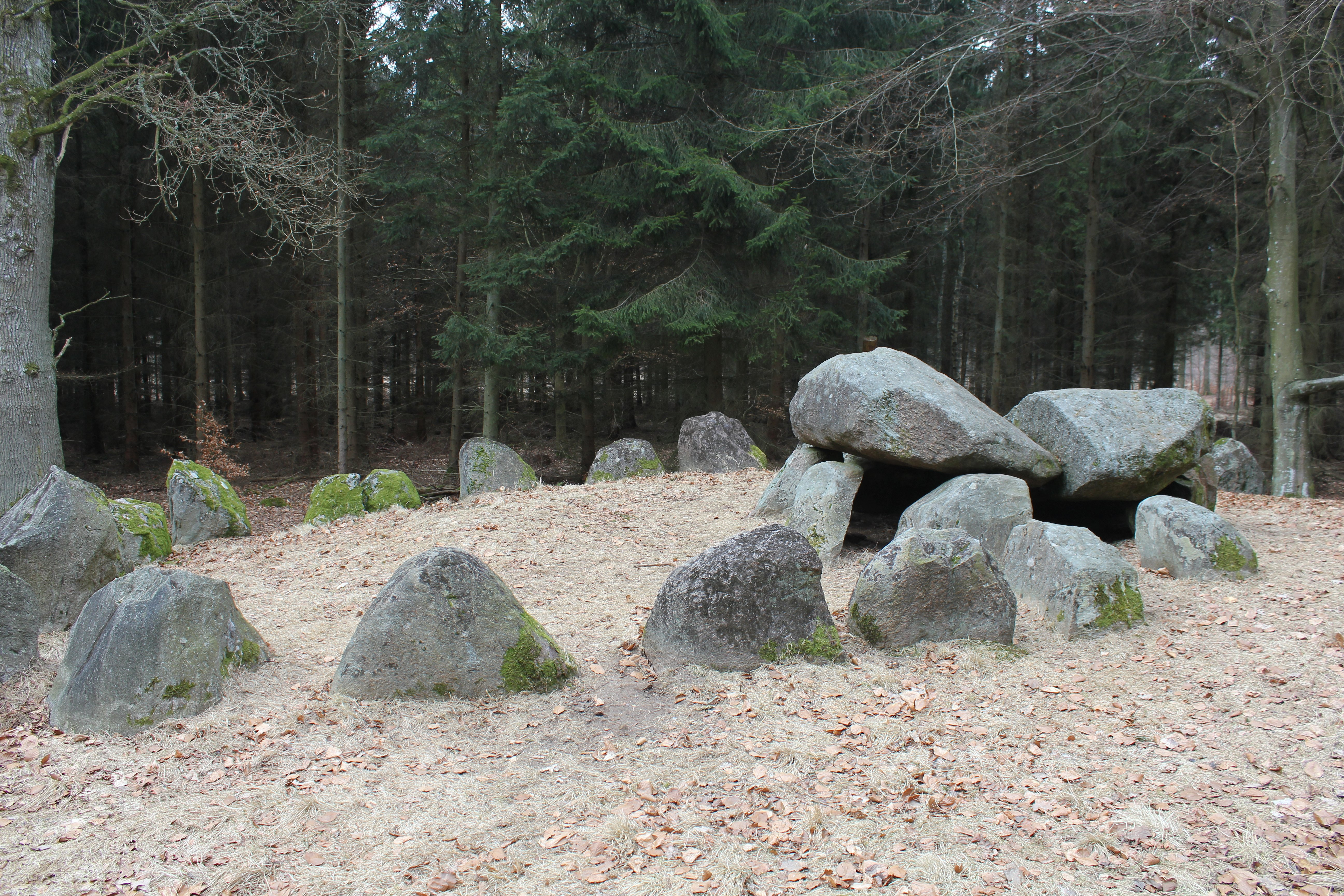
Langdysse 5
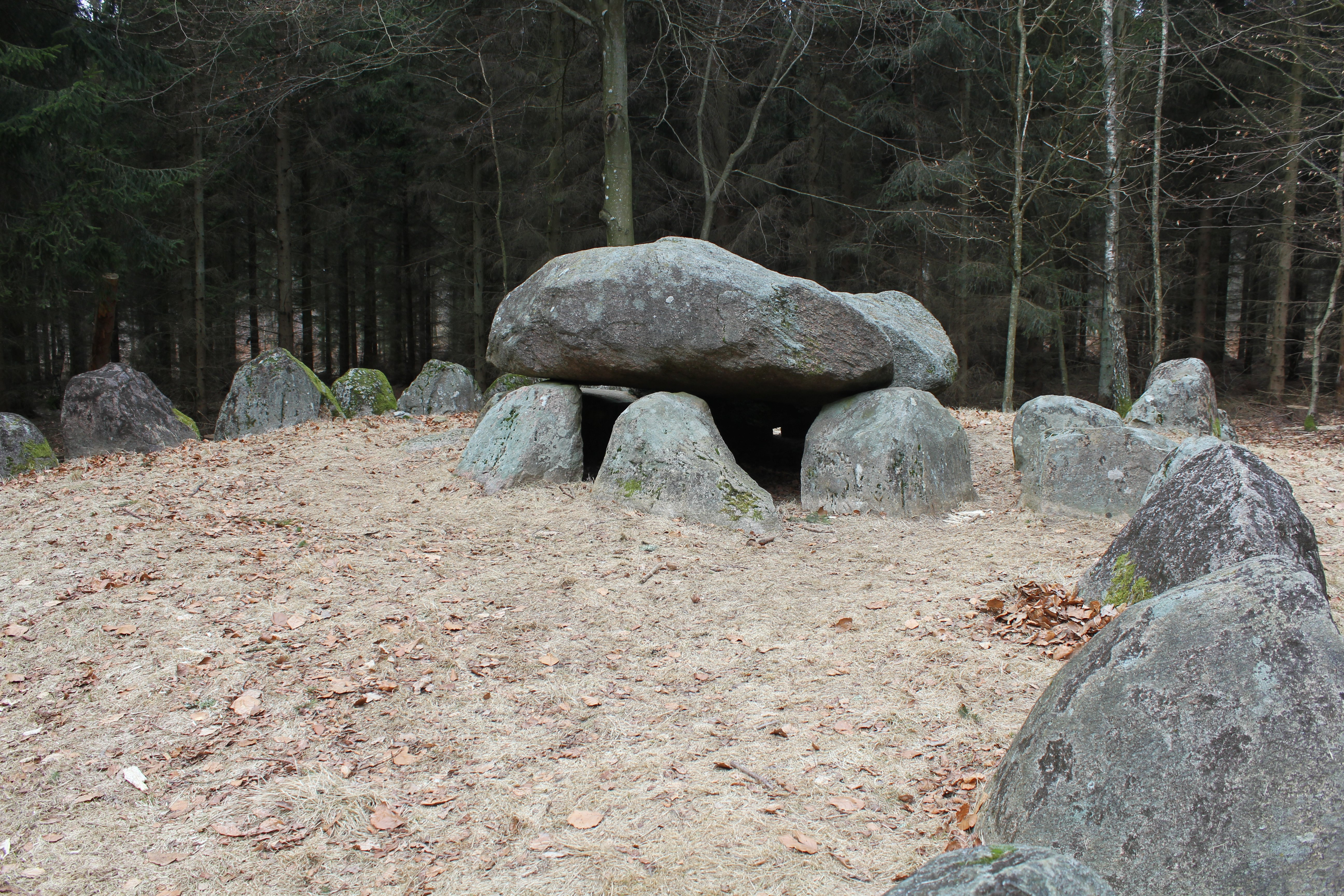
Langdysse 5
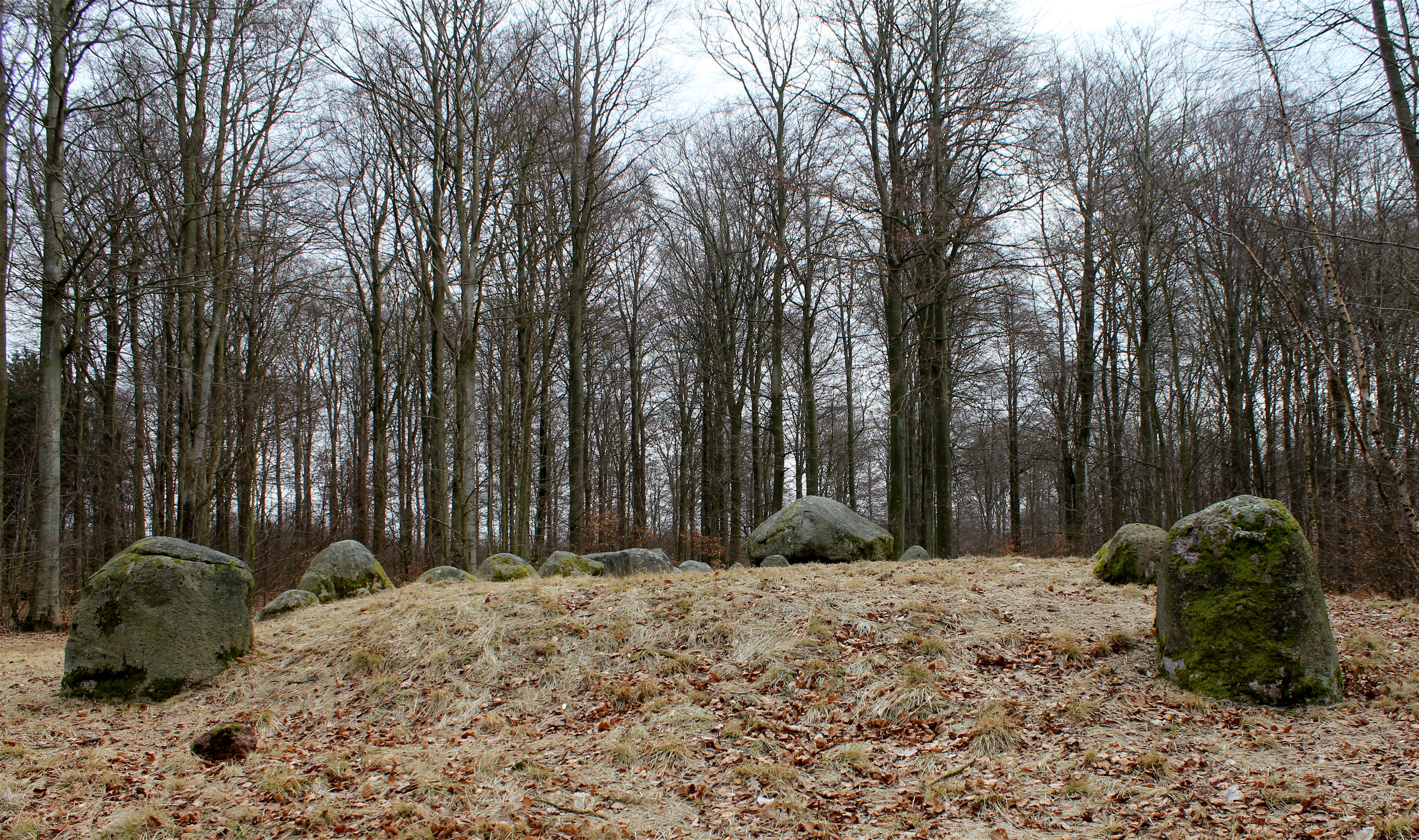
Langdysse 6
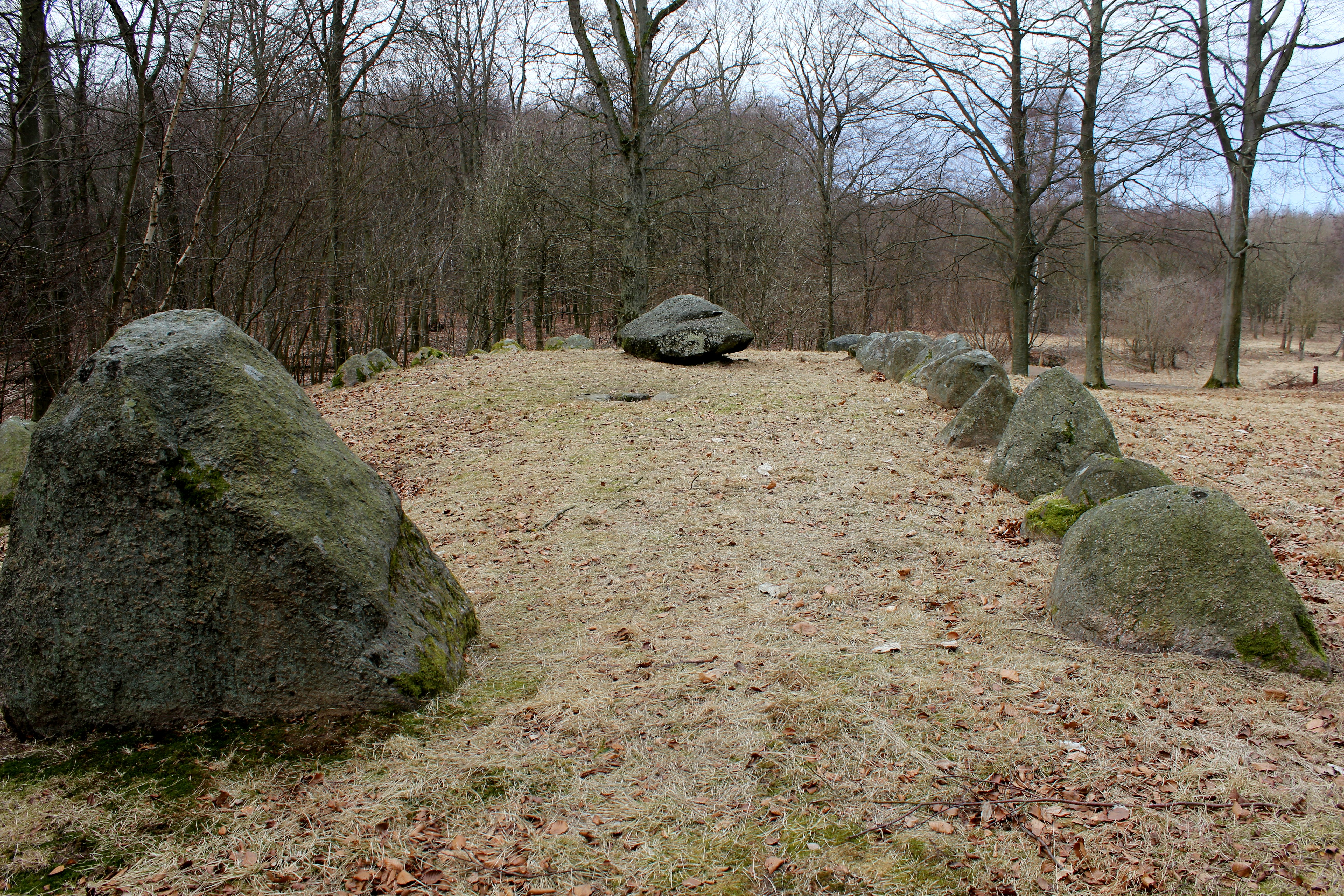
Langdysse 6
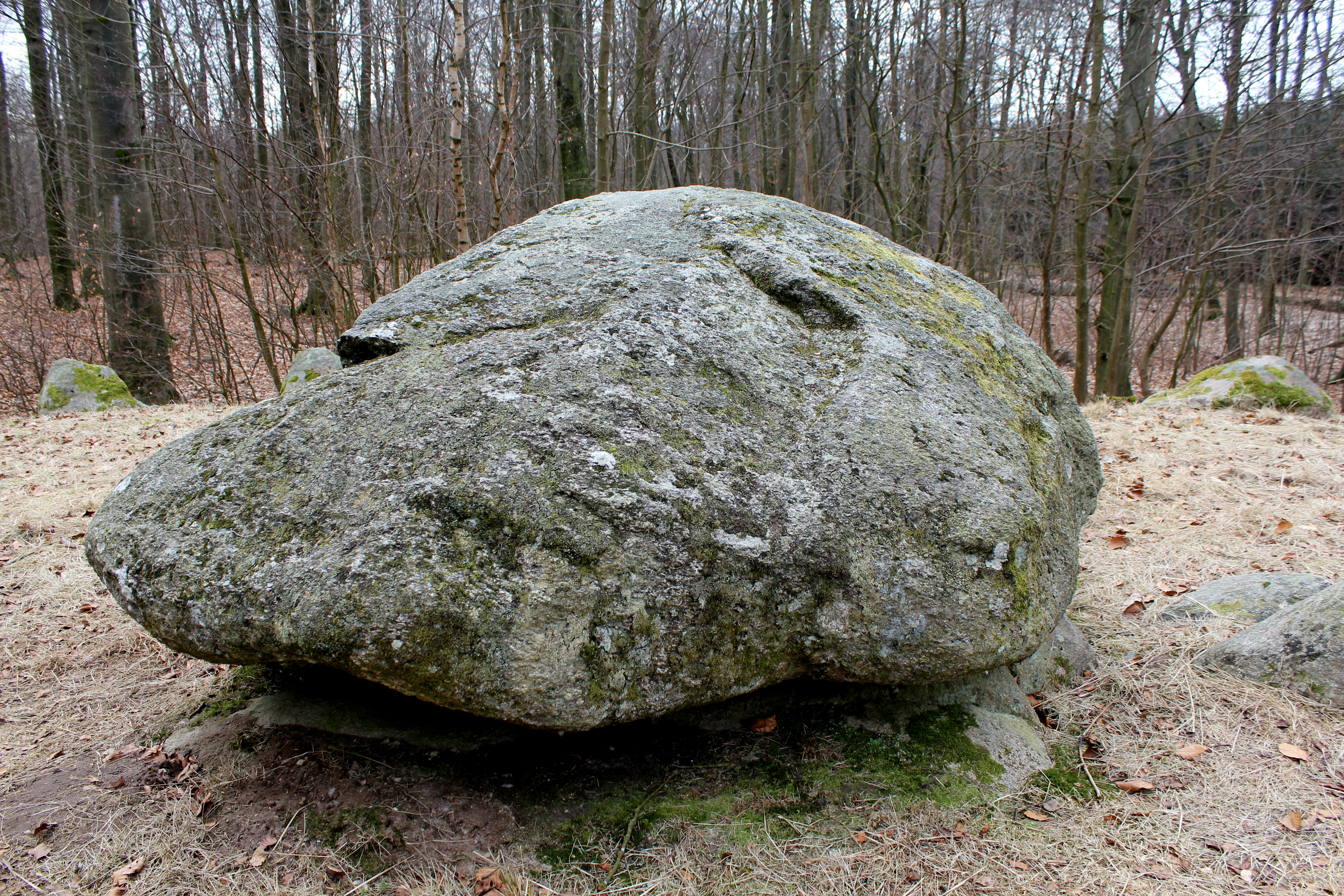
Langdysse 6
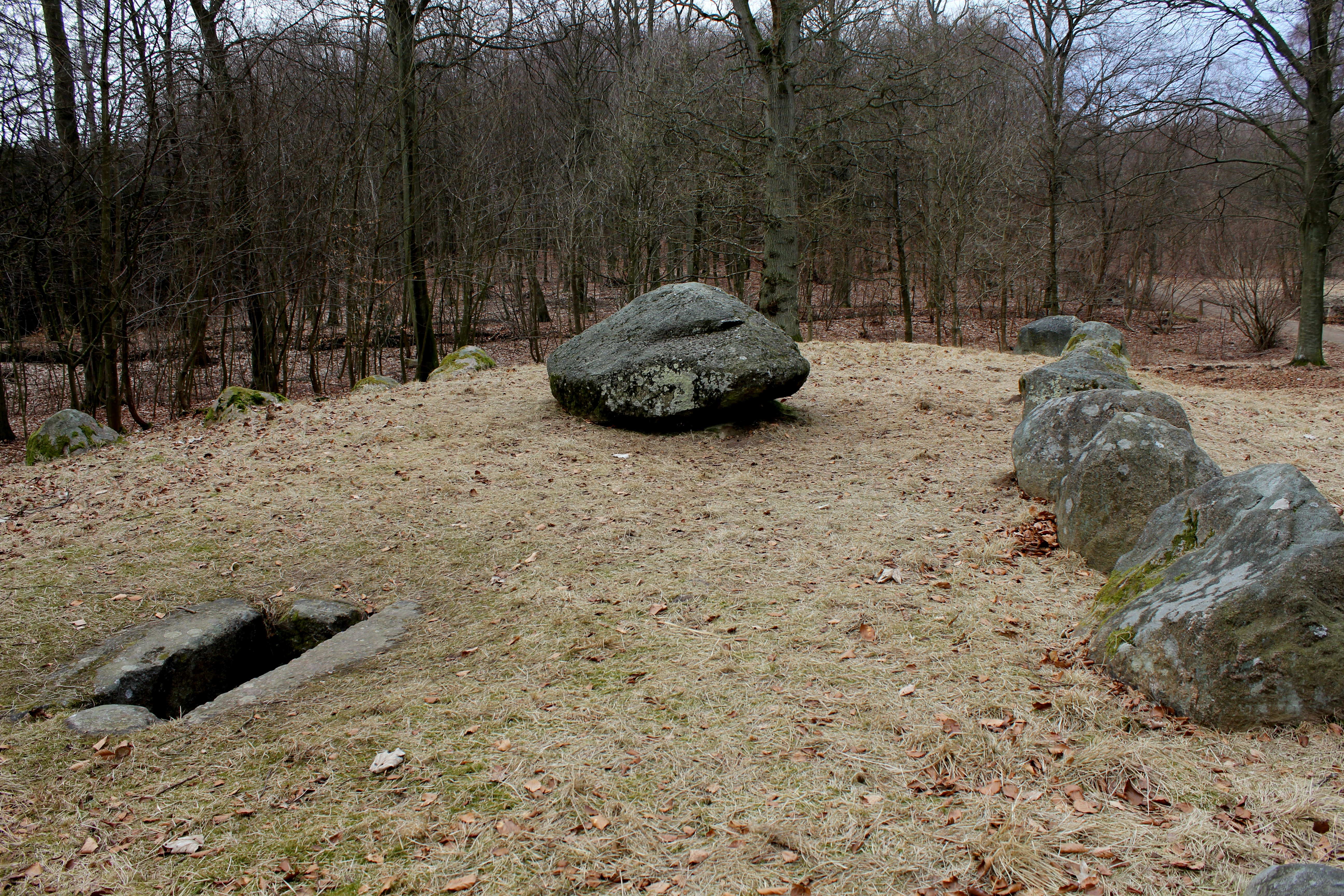
Langdysse 6

## Langdysse 3
Der Nord-Süd orientierte Langdysse 3 liegt etwa 160 m entfernt. Das Hünenbett ist 1,0 m hoch und misst etwa 8 × 16 m und wird von 23 erhaltenen Randsteinen gefasst. Etwa in der Mitte des Hünenbettes liegen vier Steine auf einer Linie. Unmittelbar südlich davon befinden sich die Überreste einer quer zur Längsrichtung ausgerichteten Kammer. Erhalten sind die Nord- und Südseite sowie die etwas niedrigere Ostseite, die jeweils aus einem Stein bestehen. Auf den beiden Längsseiten ruht der Deckstein. Etwa zwei Meter südlich dieser Kammer steht eine völlig ähnliche Kammer, deren entsprechende Steine erhalten sind. Die Anlage wurde restauriert. 

## Langdysse 4
Der Ost-West orientierte Langdysse 4 liegt etwa 140 m entfernt. Das Hünenbett ist 0,5 m hoch und misst etwa 9 × 18 m und wird von 20 erhaltenen Randsteinen gefasst. Nahe dem östlichen Ende liegt eine quer zur Längsrichtung ausgerichtete Kammer, bestehend aus zwei Steinen im Westen, zwei im Osten, einem im Norden und keinem im Süden. Auf den Steinen ruht ein großer Deckstein, auf dessen Oberseite sich mehrere Schälchen befinden. Etwa einen Meter von der Westwand der Kammer entfernt liegen drei größere Steine in einer Linie. Ein paar Meter westlich davon befinden sich die Reste einer Ost-West orientierten Kammer von 1,2 m Länge, 0,7 m Breite und 0,5 m Tiefe. Die Kammer aus ursprünglich vier Steinen und besteht aus drei erhaltenen (die Westseite fehlt). Die Anlage wurde restauriert.

## Langdysse 5
Der Nord-Süd orientierte Langdysse 5 liegt etwa 244 m entfernt. Das Hünenbett ist 1,0 m hoch, misst etwa 10 × 16 m und wird von 22 erhaltenen Randsteinen gefasst. In der Mitte des Hünenbettes, nahe der östlichen Langseite, befindet sich die ovale, Nord-Süd orientierte Kammer eines Ganggrabes aus sieben Tragsteinen. An der Ostseite der Kammer liegt ein kurzer Gang, von dem zwei Steine (einer auf jeder Seite) erhalten sind. Darüber hinaus fungiert der südöstliche quergestellte Kammerstein auch als Gangstein. Über der Kammer befinden sich zwei große Decksteine, von denen der nördliche Schälchen aufweist. Die Anlage wurde restauriert.

## Langdysse 6
Der Ost-West orientierte Langdysse 6 liegt etwa 220 m entfernt und ist der südlichste der Reihe. Das Hünenbett ist 1,0 m hoch, misst etwa 13 × 30 m und wird von 30 erhaltenen Randsteinen gefasst. Etwa 13 m vom Westende entfernt befindet sich eine Kammer, die von einem großen Deckstein bedeckt ist. Etwa sechs Meter östlich befindet sich eine Kammer mit Ost-West-Ausrichtung ohne Deckstein, die aus vier Steinen besteht. Etwa fünf Meter östlich davon und etwas nach Süden versetzt liegen die Reste einer Ost-West orientierten Kammer, von der nur drei Seitensteine erhalten sind. Die Anlage wurde restauriert.

## Langdysse 7
Zwischen Langdysse 4 und 5 liegt der etwa 15 m lange und sechs Meter breite Langdysse 7, von dem nur ein Stein erhalten ist.